# Hassan Szalak
Hassan Selim Szalak, Hassan Chalak, Hassan Shalaq (ur. 1934, zm. 2005) - libański prawnik i polityk, sunnita. Studiował prawo na Uniwersytecie Kairskim i Uniwersytecie Libańskim, gdzie po otrzymaniu tytułu doktora pełnił obowiązki wykładowcy. W 1962 r. rozpoczął pracę w libańskiej Radzie Służby Cywilnej, na której czele stanął w 1992 r. W latach 1998–2000 był natomiast sekretarzem stanu w gabinecie Selima al-Hossa.